# 内田睦夫
内田 睦夫（うちだ むつお、1945年 - 2024年11月10日）は、社会人野球の元選手、指導者。東京都立高島高等学校元校長。民間人校長第1号。

## 人物
静岡県藤枝市出身。島田商業高校では捕手として活躍。卒業後は東海大学工学部に進む。首都大学野球リーグでは6回優勝。渡辺孝博、上田二郎らとバッテリーを組む。リーグ戦通算83試合出場、307打数107安打、打率.349、12本塁打、77打点。首位打者、MVP各1回、ベストナイン2回。
1968年に日立製作所に入社。1969年にプロ野球ドラフト会議でアトムズ（のち東京ヤクルトスワローズ）に11位で指名されたが拒否し残留。都市対抗野球大会には5年連続出場。1971年の都市対抗では大学後輩の渡辺孝博とバッテリーを組み、1回戦で本塁打を放つなど活躍。準々決勝に進むが新日鐵広畑の山中正竹（住友金属から補強）、三沢淳の継投に抑えられ0-1で敗退。1974年をもって現役を引退。
引退後は1982年から1984年まで同社野球部監督を務め、1984年には4年ぶりの都市対抗や10年ぶりの日本選手権出場へと同部を導いた。佐藤秀明と大学の後輩である内田強がプロ入りした。
その後は日立製作所の山手工場センター長を務めるなどしたのち、1999年5月より日立製作所の関連会社である日立茨城テクニカルサービスの取締役に就任。2000年9月に退職するまで、エンジニアとして日立製作所及びその関連企業に32年間勤務した。
同年10月に東京都教育庁人事部都立学校経営調査担当校長に就任したのち、2001年、東京都立高島高等学校の九代校長に就任。民間人校長第1号となった。在職中に全国で140回の講演を行った。退任後は、東京都教職員研修センター企画部企画課教授になった。東京都教職員研修センター着任と同時に東京都教育委員会より委嘱され都立学校経営アドバイザーを務めた。東海大学 入試センター所長付にて広報業務も展開した。
2024年11月10日、膀胱癌のため茨城県日立市の病院で死去。79歳没。

## 著書
- 『突破力』（三五館、2005年）